# Montcellia
Montcellia longicaudata es una especie extinta de lepospóndilo (pertenecientes al grupo Nectridea) que vivió a finales del período Carbonífero en lo que hoy es Francia.